# Edward Calvin Kendall
Edward Calvin Kendall (South Norwalk, Connecticut, 1886. március 8. – Princeton, New Jersey, 1972. május 4.) amerikai vegyész. 1950-ben Tadeus Reichsteinnel és Philip S. Hench-csel közösen orvostudományi Nobel-díjban részesült "a mellékvesekéreg hormonjainak, azok szerkezetének és biológiai hatásának felfedezéséért".

## Élete

### Tanulmányai
Edward C. Kendall 1886. március 8-án született a connecticuti South Norwalkban, George Stanley Kendall fogorvos és Eva Frances Kendall (lánykori nevén Abbott) harmadik gyermekeként. Edward a szülővárosában végezte el az elemi- és középiskolát. Műszaki és matematikai érdeklődésű gyerek volt, a padláson berendezett magának egy műhelyt ahol kisebb gépezeteket és elektromos eszközöket állított össze. Egy évig a Stamford High Schoolra járt, hogy felkészüljön az egyetemre. Ekkor kezdett érdeklődni a kémia iránt, jórészt a Columbia Egyetemen végzett sógora hatására, akinek papírgyártási szabadalma is volt. Kendall is a Columbiára jelentkezett, ahol 1908-ban BSc, 1909-ben pedig vegyész szakirányú MSc fokozatot szerzett. Elnyert egy ösztöndíjat, aminek segítségével 1910-ben megkapta doktorátusát; témája a hasnyálmirigy termelte amiláz enzim volt, ami Kendall megfigyelése szerint nátrium-klorid hatására jóval hatékonyabban működött. 

### A tiroxin izolálása
1910-ben a Parke Davis and Co. laboratóriumában vállalt munkát, ahol feladata a pajzsmirigy hormonjainak izolálása volt. A magáncég hangulata a maga fix időbeosztásával és kollégáival való versengéssel azonban nem tetszett neki és öt hónap múlva átment a New York-i St. Luke's Hospital laboratóriumába. Munkája továbbra is a pajzsmirigyhormonok izolálása volt, de itt sem érezte jól magát, ezért amikor 1914 januárjában ajánlatot kapott a Mayo Alapítványtól, szívesen váltott állást. Kutatásai 1914 karácsonyán jártak sikerrel, ekkor talált rá a megfelelő módszerre, amivel el tudta különíteni a jódtartalmú hormont, a tiroxint. Ezután még tíz évig dolgozott szerkezetének megállapításán, de elképzelése hibás volt, és a tiroxint csak 1926-ban sikerült szintetizálnia a londoni C. R. Haringtonnak.
Kendallt időközben az alapítvány biokémiai részlegének vezetőjévé, 1921-ben pedig a Minnesotai Egyetem kémiaprofesszorává nevezték ki. A tiroxin után a glutationnal kezdett foglalkozni és sikerült kidolgoznia egy módszert kristályos formában való izolálására. Megállapította, hogy a glutation glutaminsavból, ciszteinből és glicinből álló tripeptid. 1929 őszétől kezdve nyolc hónapig Kendall laboratóriumában dolgozott Szent-Györgyi Albert, ahol mellékveséből vont ki "hexuronsavat", amit később C-vitaminnak neveztek el.   

### A mellékvesekéreg hormonjai
Ekkoriban Kendall is elkezdett foglalkozni a mellékvese hormonjaival és 1933-ra sikerült kristályos formában előállítania a hormonok keverékét. 1936-ra elkülönítette a kortizont (amit tőle függetlenül Tadeus Reichstein csoportja is megtett, de ők nem ismerték fel biológiai hatásait) és megállapította, hogy szerkezetileg szteroid. A szintén a Mayo Alapítványnál dolgozó Philip Hench felfedezte, hogy a kortizon gyulladáscsökkentő hatású és enyhíti a reumatoid artritiszben szenvedők tüneteit. Kendall a mellékvesekéreg kivonatából sikeresen izolálta még a kortikoszteront és a kortizolt is.
Edward C. Kendall, Tadeus Reichstein és Philip Hench a mellékvesekéreg hormonjainak felfedezéséért elnyerték az 1950-es orvostudományi Nobel-díjat.
Kendall egy évvel később, 65 évesen elérte a nyugdíjkorhatárt és ott kellett hagynia a Mayot. Ezután a Princetoni Egyetem biokémiai vendégprofesszora volt, egészen haláláig.

## Családja és személyisége
Edward Kendall 1915 decemberében feleségül vette Rebecca Kennedyt. Négy gyermekük született: Hugh, Roy, Norman és Elizabeth. Kendall nagyon vallásos családban nőtt fel és bár nem volt vakbuzgó, de ő is puritán, fegyelmezett életmódot folytatott. Egész életében ügyelt arra, hogy fizikailag jó formában maradjon, az egyetemen négyfős csónakban evezett.
Edward C. Kendall 1972. május 4-én halt meg Princetonban, 86 éves korában.